# Leming
Leming is een bestuurslaag in het regentschap Oost-Lombok van de provincie West-Nusa Tenggara, Indonesië. Leming telt 2749 inwoners (volkstelling 2010).